# Annette Charles
Annette Charles (* 5. März 1948, als Annette Cardona, in Los Angeles, Kalifornien; † 3. August 2011 ebenda) war eine US-amerikanische Schauspielerin.

## Leben
Charles wurde als Annette Cardona im US-Bundesstaat Kalifornien geboren. Sie spielte seit Ende der 1960er Jahre Episodenrollen und Gastrollen in mehreren US-amerikanischen Fernsehserien, unter anderem in High Chaparral (1968) Rauchende Colts (1970), Bonanza (1972), Notruf California (1972; 1974), Die Sieben-Millionen-Dollar-Frau (1976; 1977) und Der Mann aus Atlantis (1977).
Ihre bekannteste Rolle hatte sie als attraktive, aufreizende Salsa-Tänzerin Cha Cha DiGregorio in dem Filmmusical Grease (1978). Sie wurde im Film als beste Tänzerin der St. Bernadette's High School eingeführt. Sie verkörperte die Ex-Freundin der Filmfigur Danny Zuko (gespielt von John Travolta) und jetzige Freundin von Leo, dem Anführer der Gang Scorpions. Im Film gelang es ihr, Danny seiner neuen Liebe Sandy (Olivia Newton-John) beim Tanzwettbewerb auf der Tanzfläche „wegzuschnappen“ und gemeinsam mit Danny beim landesweit im Fernsehen übertragenen Schul-Tanzwettbewerb an der Rydell High School aufzutreten. Ihre Tanzszene mit John Travolta gilt als „legendär“.
Danach hatte sie weitere Fernsehrollen, unter anderem in der mehrteiligen Fernsehreihe Colorado Saga (1978) und in der Science-Fiction-Serie Der unglaubliche Hulk (1980). Die Filmdatenbank IMDb führt als ihren letzten Auftritt eine Episodenrolle in der Fernsehserie Magnum (1987).
Nach Beendigung ihrer Karriere als Schauspielerin erwarb Charles 2001 unter ihrem Geburtsnamen Annette Cardona an der New York University ein Master’s Degree in Sozialarbeit (Social Work). Sie unterrichtete danach als Sprachlehrerin an der California State University, Northridge in Los Angeles.
Charles starb im Alter von 63 Jahren in ihrem Haus in Los Angeles an den Folgen ihrer Krebserkrankung, die einige Monate zuvor diagnostiziert worden war. Charles war etwa vier Wochen vor ihrem Tod wegen einer Lungenentzündung in ein Krankenhaus eingeliefert und dort stationär behandelt worden.

## Filmografie (Auswahl)
- 1968: High Chaparral (The High Chaparral, Fernsehserie, 1 Episode)
- 1970: Rauchende Colts (Gunsmoke, Fernsehserie, 1 Episode)
- 1972: Bonanza (Bonanza, Fernsehserie, 1 Episode)
- 1972–1974: Notruf California (Emergency!, Fernsehserie, 2 Episoden)
- 1974–1977: Barnaby Jones (Fernsehserie, 2 Episoden)
- 1976–1977: Die Sieben-Millionen-Dollar-Frau (The Bionic Woman, Fernsehserie, 2 Episoden)
- 1977: Der Mann aus Atlantis (Man from Atlantis, Fernsehserie, 1 Episode)
- 1978: Grease
- 1978: Colorado Saga (Centennial, Fernsehreihe, 1 Episode)
- 1979: In Search of Historic Jesus (Dokuspielfilm)
- 1980: Der unglaubliche Hulk (The Incredible Hulk, Fernsehserie, 1 Episode)
- 1985: Latino
- 1987: Magnum (Magnum, P.I., Fernsehserie, Folge 7x15: Das Schlitzohr)